# Gottfried Schneider (Mediziner)
Alfred Gottfried Schneider (* 23. September 1916 in Lobsdorf; † 1987) war ein deutscher Zahnarzt und Hochschullehrer.

## Leben und Werk
Schneider studierte nach dem Schulabschluss Human- und Zahnmedizin und promovierte zum Dr. med. und Dr. med. dent. Nach seiner Habilitation 1950 wurde er Privatdozent an der Universität Leipzig. 1955 erfolgte seine Ernennung zum Professor mit Lehrauftrag an der Martin-Luther-Universität Halle-Wittenberg. Er war spezialisiert auf Zahn-, Mund- und Kieferheilkunde. Er leitete die Chirurgisch-poliklinische Abteilung der Universitätsklinik und Poliklinik für Zahn-, Mund- und Kieferkrankheiten in Halle (Saale).
Von 1962 bis 1983 war er Vorsitzender der Gesellschaft für Zahn-, Mund- und Kieferheilkunde an der Martin-Luther-Universität Halle-Wittenberg.

## Schriften (Auswahl)
- Ein Beitrag zur Hemihypertrophia und Hemiatrophia faciei. Leipzig 1948.
- Ätiologie und Diagnostik der Kieferaktinomykose mit speziellen Untersuchungen über den Wert des Drusennachweises im Eiter. Leipzig 1950.